# Nhà thi đấu Gliwice
Arena Gliwice là một nhà thi đấu trong nhà đa năng ở Gliwice, Ba Lan. Nó cung cấp 13.384 chỗ ngồi trên khán đài (có chỗ cho tối đa 17.178 khán giả) ở đấu trường chính và được coi là một trong những phòng giải trí và thể thao lớn nhất trong cả nước.
Ban đầu, địa điểm được đặt tên là "Podium Hall", sau đó được đổi thành "Hala Gliwice". Kể từ khi mở cửa vào tháng 5 năm 2018, tên này được sử dụng thay thế cho nhau với tên "Arena Gliwice" được sử dụng để tổ chức các sự kiện quốc tế.

## Xây dựng
Việc xây dựng hội trường bắt đầu vào năm 2013 sau khi phá hủy sân vận động cũ. Ban đầu, thành phố đang trông chờ vào sự hỗ trợ tài chính từ Liên minh châu Âu, nhưng sau khi từ chối, nó đã quyết định tài trợ cho việc xây dựng từ ngân sách của thành phố. Chi phí xây dựng dự kiến ban đầu là lên tới 321 triệu PLN và việc xây dựng hoàn thành vào giữa năm 2015. Theo báo cáo về việc thực hiện ngân sách thành phố Gliwice cho năm 2017, tổng số tiền chi cho việc thực hiện đầu tư trong năm 2017-2018 lên tới 420,4 triệu PLN, 31% so với chi phí giả định ban đầu.
Gliwice Arena có một bãi đậu xe hai tầng, tầng trên có thể được điều chỉnh để tổ chức các sự kiện và triển lãm ngoài trời. Bãi đỗ xe có 800 chỗ. Cơ sở phù hợp với nhu cầu của người khuyết tật. Có 72 địa điểm dành cho người khuy61t tật (36 địa điểm cho người sử dụng xe lăn và 36 địa điểm cho người đi cùng) nằm ở tất cả các khu vực và địa điểm đảm bảo tầm nhìn tốt. Đấu trường chính liền kề bởi một phòng đào tạo và tòa nhà thể dục. Bức tường leo núi cao nhất ở châu Âu và hệ thống treo sân khấu cũng được lắp đặt trong tòa nhà.

## Sự kiện
Sự kiện đầu tiên diễn ra trên đấu trường là một cuộc thi của phụ nữ như là một phần của sự kiện xuyên quốc gia "Bieg Kobiet Zawsze Pier (w) si". Trong sự kiện diễn ra vào ngày 6 tháng 5 năm 2018, một nhóm phụ nữ đã chạy qua phần chính của hội trường. Cuộc đua này là một phần của một sự kiện được tổ chức cho cuộc chiến chống ung thư vú. Ngày mở cửa chính thức được tổ chức vào ngày 12 và 13 tháng 5 năm 2018, vào ngày 30 tháng 5 năm 2018, buổi hòa nhạc của Armin van Buuren đã diễn ra.
Vào ngày 6 tháng 3 năm 2019, Liên minh Phát thanh Châu Âu (EBU) và đài truyền hình Ba Lan Telewizja Polska (TVP) tuyên bố rằng nhà thi đấu sẽ tổ chức Cuộc thi Junior Eurovision Song 2019. Nó sẽ diễn ra vào ngày 24 tháng 11 năm 2019, và sẽ là lần đầu tiên Ba Lan tổ chức sự kiện này.

### Sự kiện thể thao
- Vòng loại Giải vô địch bóng ném nam châu Âu 2020
- Giải vô địch bóng ném nam thế giới 2023

### Buổi hòa nhạc
| Buổi hòa nhạc tại Gliwice Arena | Buổi hòa nhạc tại Gliwice Arena | Buổi hòa nhạc tại Gliwice Arena   | Buổi hòa nhạc tại Gliwice Arena |
| Ngày                            | Nghệ sĩ                         | Tour lưu diễn                     | Tham dự                         |
| ------------------------------- | ------------------------------- | --------------------------------- | ------------------------------- |
| Ngày 31 tháng 5 năm 2018        | Armin Van Buuren                | Trạng thái Trance 850             |                                 |
| Ngày 4 tháng 6 năm 2019         | Slayer                          | Tour lưu diễn chia tay Slayer     |                                 |
| Ngày 21 tháng 7 năm 2019        | Scorpions                       | Tour lưu diễn thế giới điên cuồng |                                 |